# Rayón (ville du Chiapas)
Pour les articles homonymes, voir Rayón.
Rayón est une ville du Mexique du Chiapas. Elle compte 5 895 habitants.